# 渡邉正人
渡邉 正人（わたなべ まさと、1955年 - ）は、日本の外交官。国際協力機構理事等を経て、2015年から駐バングラデシュ特命全権大使、2017年から駐ブルガリア特命全権大使。

## 人物・経歴
宮城県仙台市出身。1980年東京大学法学部卒業、外務省入省。1999年欧亜局東欧課長。2001年欧州局ロシア課長。同年ロシア課長を外れて経済協力局技術協力課長となり、同年鈴木宗男衆議院議員と外務省関係部局との間で、社会通念に照らしてあってはならない異例の細部にわたるやりとりが行われていたとして、川口順子外務大臣より懲戒戒告処分を受けた。2002年経済協力局有償資金協力課長。2003年経済協力局政策課長。2004年在インドネシア日本国大使館公使。2007年外務省大臣官房参事官（国際協力局兼南部アジア部）。2009年国際協力機構総務部長。2011年国際協力機構理事。2013年サンフランシスコ総領事。2015年駐バングラデシュ特命全権大使。2017年駐ブルガリア特命全権大使。2020年清水建設顧問。
2024年1月5日から9日まで、かつての赴任国バングラデシュにおける選挙の公正な実施を支援するため、渡邉元バングラデシュ駐箚大使を団長とする選挙監視団が派遣された。

## 同期入省
- 末松義規（12年内閣府副大臣・96年衆議院議員）
- 石井正文（17年インドネシア大使・13年国際法局長）
- 大村昌弘（17年フィジー大使）
- 川村裕（20年ノルウェー大使・18沖縄大使・14年コートジボワール大使）
- 越川和彦（16年JICA副理事長・14年スペイン大使・12年官房長）
- 鈴鹿光次（16年アフガニスタン大使）
- 鈴木康久（18年ニカラグア大使・16年レオン総領事）
- 山田文比古（08年東京外国語大学教授）
- 片上慶一（17年イタリア大使・16年外務審議官（経済担当））
- 北野充（14年ウィーン代表部大使・12年軍縮不拡散・科学部長・19年アイルランド大使）
- 石川和秀（14年フィリピン大使・12年南部アジア部長）
- 藤原聖也（14年アルジェリア大使）
- 山崎純（18年シンガポール大使・15年スウェーデン大使・14年儀典長）
- 堀之内秀久（19年オランダ大使・16年カンボジア大使・14年ロサンゼルス総領事）
- 野田仁（18年ルーマニア大使・15年エクアドル大使）
- 髙橋礼一郎（18年オーストラリア大使・15年ニューヨーク総領事・11年アフガニスタン大使）
- 葉室和親（12年トンガ大使）
- 井出敬二（17年北極担当大使・13年クロアチア大使）
- 小原雅博（15年東京大学法学部教授・13年上海総領事）
- 須永和男（19年カタール大使・16年ASEAN大使）
- 姫野勉（17年ガーナ大使）
- 平石好伸（17年チリ大使・14年ジンバブエ大使）
- 水谷章（19年オーストリア大使・17年立命館アジア太平洋大学教授）
- 齊藤貢（18年イラン大使・15年オマーン大使）